# Adolph Nymansson
Adolph Nymansson, född 16 mars 1750, död 9 augusti 1827 i Lommaryds församling, han var en svensk präst.

## Biografi
Adolph Nymansson föddes 1750 och var son till en skräddare i Vadstena. Han blev 1770 student vid Uppsala universitet och prästvigdes 1778. Nymansson var sedan huspredikant hos landshövdingen Fredric Ulric Hamilton i Jönköping. År 1791 blev han kyrkoherde i Lommaryds församling och utnämndes till prost 1803. Nymansson blev 1809 kontraktsprost i Norra Vedbo kontrakt. Han avled 1827 i Lommaryds församling.